# Martyrium de La Alberca
El Martyrium de La Alberca es un mausoleo romano situado en la pedanía murciana de La Alberca, en la Región de Murcia (España). Sus restos han sido datados en torno a la primera mitad del siglo IV, siendo uno de los monumentos tardorromanos más importantes de la península ibérica, lo que mereció su declaración como Monumento Nacional en 1931.
Se encuentra situado a unos 5 kilómetros al sur de la ciudad de Murcia, en el piedemonte del conjunto montañoso que conforman las sierras de Carrascoy y El Valle, en el antiguo Llano de la Mora, actualmente Calle de la Paz de La Alberca.
Está dentro de una zona de alto interés arqueológico por encontrarse en las cercanías de la Basílica del Llano del Olivar o la fortaleza tardorromana de Los Garres, ejemplos de la alta romanización de la denominada Cordillera Sur, además de la presencia de asentamientos anteriores (Santuario Ibérico de la Luz, Cabecico del Tesoro, el Puntarrón Chico, etc.).

## Descubrimiento del yacimiento
En 1832 se produjeron los primeros hallazgos en la zona, al construir estanques para el aprovechamiento de agua y el escalonamiento del terreno. Fue entonces cuando se documentaron los primeros restos arquitectónicos.
En 1890 se constituyó una asociación para su explotación que casi significó la ruina del yacimiento, pues su labor esencial era la depredación y la búsqueda de «tesoros» que se suponían ocultos en el lugar.
Las primeros estudios sobre el Martyrium fueron los informes de Fuentes y Ponte y de A. Engel de fines del siglo XIX. A los que se sumó, a principios del siglo XX, el de Manuel González Simancas. Víctima de los expolios iniciales fue un mosaico del que sólo queda una descripción de Fuentes y Ponte. Los intentos de proteger el recinto llevados a cabo por el arquitecto Torres Balbás llegaron cuando ya habían sucedido los expolios.
La primera aproximación verdaderamente arqueológica al edificio y la necrópolis se produjo en 1947, cuando Cayetano de Mergelina y Luna llevó a cabo sus investigaciones sobre el conjunto.
Fruto de estas excavaciones, pueden contemplarse diversas piezas provenientes del Martyrium en el Museo Arqueológico de Murcia.

## Descripción
El martyrium, denominación que deriva de mártir, es un monumento funerario paleocristiano de planta rectangular cuyas dimensiones son 12 metros de largo por 7,60 metros de ancho, con orientación E-W.
Tiene 5 contrafuertes en cada una de las paredes exteriores así como otros 5 contrafuertes en el lado menor occidental.
Bajo el edificio hay una cripta rectangular a la que se accedía por una escalera. En la cripta aparecieron cuatro tumbas hechas de piedra caliza junto a un ábside, separado de la cripta por un muro que pudo tener una ventanilla fenestrella confesionis para ver el sarcófago del mártir situado dentro del mismo.
El suelo de la cripta habría tenido un mosaico polícromo de tema geométrico del que en la actualidad no se ha conservado. El muro de este espacio subterráneo está construido con mampostería trabada con mortero, utilizando una técnica constructiva romana denominada opus spicatum o aparejo en espiga. La cubierta de la cámara inferior pudo ser una bóveda rebajada.
Junto al mausoleo se excavó una necrópolis; mientras algunas de las inhumaciones están pegadas a los muros, entre los contrafuertes, otras están emplazadas paralela o transversalmente al muro sur del edificio. Estos enterramientos son cronológicamente contemporáneos al martyrium.
Según los datos obtenidos de los trabajos arqueológicos realizados en este importante conjunto y en sus alrededores, el monumento funerario de La Alberca junto con su necrópolis formaría parte de una villa romana de la misma época cuyos límites no se saben con certeza.
El Martyrium de La Alberca se usaría por tanto para un culto privado de veneración de reliquias, construido por miembros de la aristocracia provincial y rural que vivían en extensas villas, emplazando edificios religiosos dentro de sus propiedades.

## Cronología
La técnica constructiva, los materiales empleados y la tipología del martyrium han permitido datar el conjunto en la primera mitad del siglo IV d. C., aunque en un primer momento se pensó que sería de época bizantina, teoría que se apoyaba, entre otras cosas, en la proximidad de la basílica de Algezares del siglo VI.
La tipología remite a otros paralelismos conocidos de época paleocristiana como son los martyrium de Pecs (Hungría) y Marusinac (Croacia).
Los dos ejemplos de fuera de la península ibérica tendrían una planta rectangular y dos pisos, con una sola entrada en el piso superior y desde aquí se accedería a la cripta por una escalera. En su lado menor tendrían un ábside, comunicado con la cripta por la fenestrella confesionis. La Cámara Santa tendría dos plantas abovedadas y en el exterior del edificio tendría contrafuertes rodeando el edificio, todo ello con el referente de las construcciones funerarias rectangulares del Bajo Imperio romano.